# Inštitut za sodno medicino Medicinske fakultete v Ljubljani
Inštitut za sodno medicino je znanstveno-raziskovalni inštitut, ki deluje v okviru Medicinske fakultete Univerze v Ljubljani.
Predavatelja sodne medicine v Ljubljani sta bila Janez Bleiweis v 19. stoletju in Janez Plečnik v drugi petini 20. stoletja.
Vodje inštituta od ustanovitve 1945 so bili Janez Milčinski (1945-83), Ulrik Schmidt (1983-84), Anton Dolenc (1984/86-98), Jože Balažic (1998-2019), zdaj je Tomaž Zupanc.